# Barylypa insidiator
Barylypa insidiator är en stekelart som först beskrevs av Förster 1878.  Barylypa insidiator ingår i släktet Barylypa och familjen brokparasitsteklar. Arten är reproducerande i Sverige. Inga underarter finns listade.